# Zivilschutz (Schweiz)

Internationales Schutzzeichen des Zivilschutzes

Der «Schutz der Bevölkerung vor natur- und zivilisationsbedingten Katastrophen und anderen Notlagen» in der Schweiz wird im Wesentlichen durch das Bundesamt für Bevölkerungsschutz (BABS) und die nachgeordnete Zivilschutzorganisation geleistet. Die Zivilschutzorganisation ist dabei als Einsatzmittel der zweiten Staffel (nach Feuerwehr, Polizei und Gesundheitswesen/Rettungsdienst) vorgesehen.

## Allgemein
Der Zivilschutz wird in der Schweiz von der Zivilschutzorganisation betrieben, welche dem Eidgenössischen Departement für Verteidigung, Bevölkerungsschutz und Sport unterstellt ist. Dessen Aufgabe im Katastrophenfall umfasst Schutz, Betreuung und Unterstützung der zivilen Bevölkerung. Der Zivilschutz ist schwergewichtig als Einsatzmittel der zweiten Staffel (nach Feuerwehr, Polizei und Gesundheitswesen/Rettungsdienst, aber vor Armeeangehörigen) im Verbundsystem des Bevölkerungsschutzes positioniert. Angehörige des Zivilschutzes kümmern sich um Schutzbedürftige, aber auch um Kulturgüter. Sie unterstützen die Führungsorgane auf kommunaler und regionaler Ebene und setzen Infrastrukturen wieder instand.

## Organisation
Eine Zivilschutzorganisation (ZSO) auf kommunaler und/oder regionaler Stufe wird von einem Kommandanten (normalerweise im Rang eines Hauptmanns oder Majors) und seinem Stellvertreter (im Rang eines Oberleutnants bzw. Hauptmanns) geführt. Die Organisation umfasst normalerweise fünf Fachgebiete mit verschiedenen Aufgaben:

### Führungsunterstützung (F Ustü)
Die Führungsunterstützung setzt sich aus den Bereichen Lage, Telematik, ABC-Schutz und Logistische Koordination zusammen. Die Stabsassistenten werden polyvalent in allen Teilgebieten ausgebildet. Geführt wird die F Ustü von einem Zugführer im Rang eines Leutnants oder Oberleutnants. 

#### Lage
(ehemals Nachrichtendienst Na D)
Die Stabsassistenten im Bereich Lage beschaffen Nachrichten, wertet diese aus und verbreiten Informationen über die allgemeine Lage und über Schadenereignisse. Weiter sind sie für die Alarmierung der Bevölkerung sowie der diversen Zivilschutzformationen zuständig und unterstützten die Behörden bei der Informationstätigkeit.
Hilfsmittel der Stabsassistenten im Bereich Lage sind vor allem Karten und Mitteltabellen. In den Karten werden Schadenplätze, Formationen und generell Informationen grafisch mit Signaturen aufbereitet und zwecks Präsentation zuhanden der diversen Führungsorgane vorbereitet. Weiter werden diverse Tabellen mit Inhalten wie Einsatzmittel, Einsatzformationen, Anträgen, Rapporten etc. geführt. 

#### Telematik
(ehemals Übermittlungsdienst Uem D)
Die Stabsassistenten erstellen, betreiben und unterhalten die Verbindungsnetze der Zivilschutzorganisation (Leitungsbau und Funk). Bisher wurden vor allem Funkgeräte des Typs SE 125 aus Armeebeständen verwendet, nach und nach werden aber alle ZSO in das digitale Funksystem Polycom (Einheitsfunk von Polizei, Feuerwehr und Zivilschutz) integriert. In diversen Kantonen läuft dieses System bereits, andere Kantone folgen mit Verzögerung, da von den Polizeiformationen zum Teil noch alternative Funksysteme angeschafft worden sind (Beispiel Kanton Zürich). Geführt wird die Telematikformation in grösseren Verbänden von einem Chef Telematik im Rang eines Leutnants und in kleineren Verbänden von einem Gruppenführer im Rang eines Korporals.

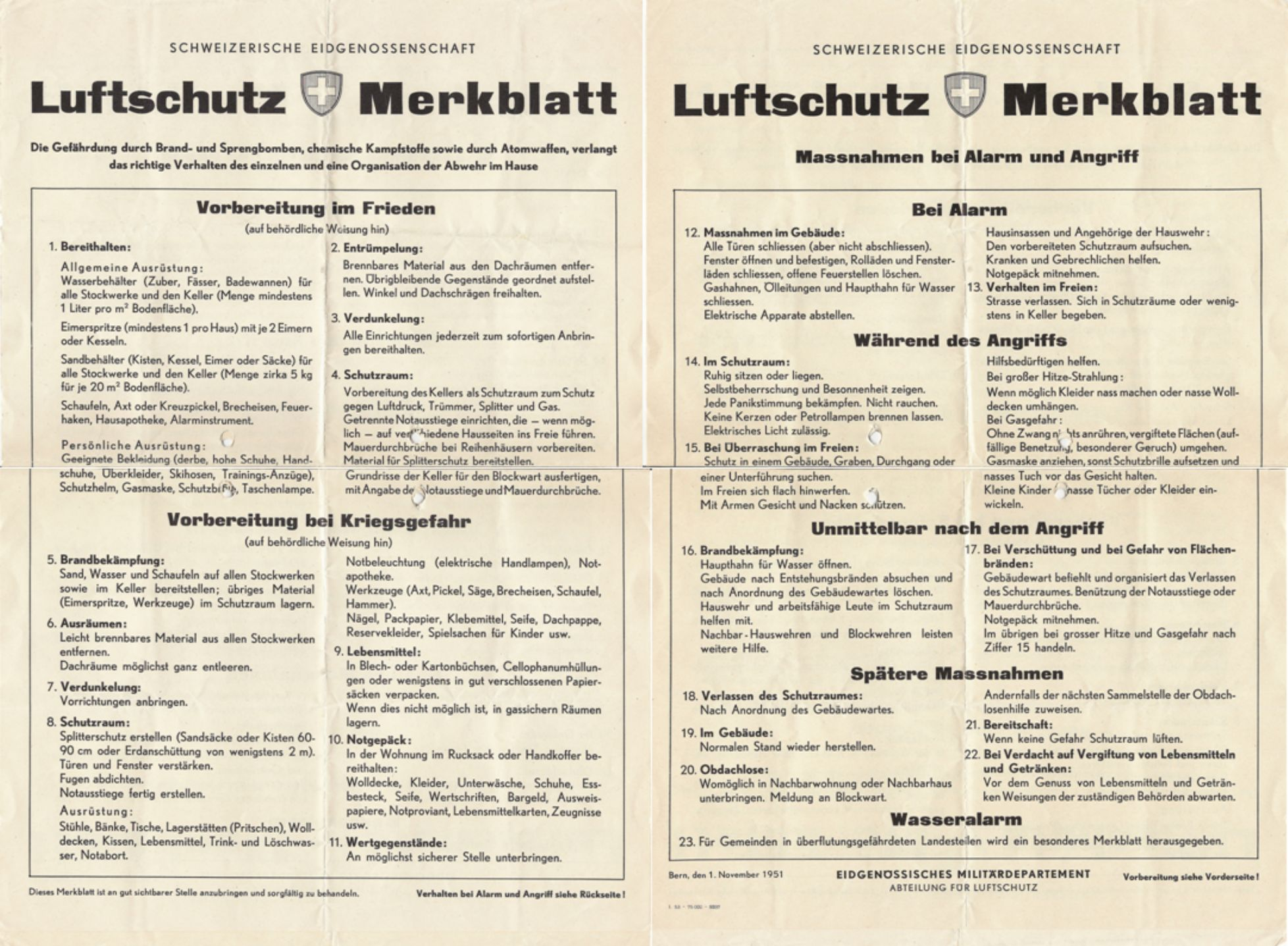
Luftschutzmerkblatt von 1951

#### ABC-Schutz
Früher wurden die Aufgaben des ABC-Schutzes folgendermassen definiert:
- Stellt Verstrahlungs- und Vergiftungslage fest
- Beantragt entsprechende Schutzmassnahmen
- Hilft bei der Entstrahlung und Entgiftung

Mittlerweile wurde aber eingesehen, dass die Ausbildung von nur wenigen Tagen keinesfalls ausreicht, um einen effektiven ABC-Schutz gewährleisten zu können. Daher wurde das Material des ABC-Schutzes im Verlauf des Jahres 2007 eingezogen und die Aufgaben an die Armee delegiert.

#### Logistische Koordination
Der Zivilschutz erbringt bei Bedarf logistische Leistungen für die Partnerorganisationen (Feuerwehr, Polizei, Sanität und technische Dienste) und ist für die logistische Koordination verantwortlich. Nach Katastrophen und in Notlagen gilt es, Fahrzeuge und Baumaschinen zu beschaffen und deren Einsatz zu disponieren oder auch Unterkünfte, Lebensmittel und Verpflegung zu organisieren und zuzuteilen.

### Schutz und Betreuung (Betreu)
Unter Betreuung werden all jene Massnahmen verstanden, welche bezwecken, Menschen aufzunehmen, zu beherbergen, zu ernähren, zu kleiden, zu pflegen und für ihr Wohlergehen zu sorgen. Als Wohlergehen wird «der möglichst beste Zustand des körperlichen, psychischen und sozialen Wohlbefindens » bezeichnet. Die Betreuung ist auf eine möglichst umfassende Selbsthilfe der betroffenen Menschen ausgerichtet. Die Selbständigkeit und Selbstverantwortung der schutzsuchenden Menschen soll unterstützt und gefördert werden.
Dazu stehen öffentliche und private Gebäude oder Räumlichkeiten, Schutzräume und Schutzanlagen oder Teile der Infrastruktur der Armee zur Verfügung. Die Betreuung ist auf eine möglichst umfassende Selbsthilfe der betroffenen Menschen ausgerichtet.
Je nach Ereignis oder Notlage können die Betreuungseinsätze unterschiedlich erfolgen. Folgende Aufgaben können dem Betreuungsdienst gestellt werden:
- Betreuung von schutzsuchenden Menschen (z. B. Obdachlose, Evakuierte, blockierte Touristen, schutzsuchende Ausländer)
- Psychologische Betreuung von Opfern, Einsatzkräften und deren Angehörigen (z. B. Mitarbeit in einem Careteam)
- Allgemeine Unterstützung der Behörden und Einsatzdienste (z. B. Mithilfe beim Absuchen im Gelände, Mithilfe bei der Verkehrsregelung)
- Unterstützung des öffentlichen Gesundheitswesens (z. B. Mithilfe bei der Krankenpflege in Heimen oder Spitälern, Transporthelfer beim Rettungsdienst der Sanitäter)

Der Zugführer Betreu bekleidet den Rang eines Oberleutnants. Ihm unterstellt sind je nach Grösse der Organisation weitere Zugführer im Rang eines Leutnants sowie Gruppenführer im Rang eines Korporals.

### Kulturgüterschutz (KGS)
Internationale Grundlage des Kulturgüterschutzes bildet das Haager Abkommen von 1954. Dieses fordert von den Staaten, die dem Abkommen beigetreten sind, die Sicherung der Kulturgüter in Friedenszeiten (erfassen, dokumentieren, geschützt unterbringen) und deren Respektierung durch die Armeen im Kriegsfall. Die Schweiz ist dem Abkommen im Jahr 1962 beigetreten und hat 1966 ein eigenes Bundesgesetz erlassen.
Definition Kulturgüter:
Kulturgüter sind bewegliche oder unbewegliche Güter, die für das kulturelle Erbe von grosser Bedeutung sind, wie z. B. Bau-, Kunst- oder geschichtliche Denkmäler kirchlicher oder weltlicher Art, archäologische Stätten, Gruppen von Bauten, die als Ganzes von historischem oder künstlerischem Interesse sind, Kunstwerke, Manuskripte, Bücher und andere Gegenstände.
Neben kriegerischen Ereignissen sind Kulturgüter durch natur- und technikbedingte Gefahren sowie durch Diebstahl, Vandalenakte, unsachgemässe Lagerung (Feuchtigkeit) und Unkenntnis bedroht.
Die wichtigsten Objekte sind im Schweizerischen Inventar der Kulturgüter von nationaler und regionaler Bedeutung erfasst. Dies bildet neben den rechtlichen Grundlagen einen ersten Schritt zu deren Schutz. Dank Kenntnis von Standort und Bezeichnung können weitere Schutzmassnahmen geplant werden. Bewegliches Kulturgut wird erfasst und in Detailinventaren mit Hilfe von Fotoaufnahmen, kurz beschrieben und den Minimalmassen (Länge × Breite × Tiefe) der Objekte dokumentiert. Archivalien und Bibliotheksbestände werden mikroverfilmt. Dadurch kann einerseits das Original sachgerecht gelagert werden, andererseits sind die Informationen mittels Mikrofilm sichergestellt. Vielfach werden im Rahmen von Restaurierungen Gebäudedokumentationen erstellt. Diese umfassen Pläne, Beschreibungen über die verwendeten Baumaterialien, Informationen zu Innenausstattungen und zu Mobiliar sowie Fotoaufnahmen. Ziel dieser Massnahmen ist es, im Falle einer Beschädigung oder Zerstörung Grundlagen für den Wiederaufbau eines Gebäudes zu haben. Mögliche Gefahrenquellen für das Kulturgut werden erfasst und mit entsprechenden Massnahmen werden ihre Auswirkungen auf das Kulturgut möglichst minimiert. Ist bei beweglichem Kulturgut mit einer Auslagerung zu rechnen, wird eine Evakuationsplanung erstellt, welche auch die Menge der Kulturgüter sowie deren Raum- und Einrichtungsbedarf einschliesst. Für bedeutende Sammlungen und Archivbestände werden spezielle Schutzräume, die Kulturgüterschutzräume, erstellt. Wird aufgrund einer Gefahrenanalyse die Evakuation des Kulturgutes beschlossen, sind geeignete Lagerungsorte (Zugang, klimatische Bedingungen) bereits erfasst und benutzerfreundlich eingerichtet. Im Schadenfall werden kurzfristig Notdepots belegt.
Der Chef Kulturgüterschutz ist je nach Gemeinde entweder ein Kompaniekommandant (Hauptmann), ein Zugführer (Leutnant) oder ein Gruppenführer (Korporal). Gelegentlich werden für diese Position externe Personen angeworben, die keine Zivilschutzgrundausbildung absolviert haben, dafür aber tief mit dem jeweiligen Einsatz- respektive Wohnort verwurzelt sind. Oft werden Kunsthistoriker, Historiker, Lehrer oder andere sachbezogene Berufe eingesetzt.

### Unterstützung (Ustü)
Die Unterstützung ist das Fachgebiet mit dem wohl breitesten Aufgabenspektrum. Sie wird vor allem zur Unterstützung der andern vier Partnerorganisationen des Bevölkerungsschutzes, insbesondere bei Grossereignissen sowie bei Katastrophen und Notlagen, selbständig oder im Verbund eingesetzt. Von der Unterstützung wird auch verlangt, dass sie bei Instandstellungsarbeiten, welche zur Abwendung von Folgeschäden, vor allem bei naturbedingten Ereignissen (Überschwemmungen, Sturmschäden, Lawinen u. a. m.) rasch erfolgen müssen, eingesetzt werden kann. Dazu gehören auch Sicherungs- und Aufräumarbeiten.
Personal und Tätigkeiten
Die Unterstützung besteht je nach Grösse des Zivilschutzes aus einem oder mehreren Unterstützungszügen. Die hier eingeteilten Pioniere müssen alle Pioniergeräte bedienen und das Pioniermaterial handhaben können. Der Pionier soll eingesetzt werden können für:
- Arbeiten zur Schadenminderung
- Arbeiten zur Überbrückung zerstörter Infrastruktur
- Mithilfe bei Instandstellungsarbeiten
- allgemeine Unterstützungsarbeiten

Er hilft ferner mit bei
- der Erstellung von Planungen und Einsatzvorbereitungen
- der Herstellung von Hilfskonstruktionen für die Schadenminderung
- dem Auspumpen von Kellern und Unterführungen
- dem Freilegen von Strassen, Plätzen, Bachbetten usw.
- der Durchführung von Absperrmassnahmen
- der allgemeinen Unterstützung von Feuerwehr, Polizei, Gemeindebetrieben usw.
- Instandstellungsarbeiten aller Art
- Arbeiten in der Fachlogistik

In einigen ZSO werden die Ustü zusammen mit der Feuerwehr beübt und ausgebildet. Teilweise stellen die ZSO Ustü sogar einen Zug der Feuerwehr. Da aber auf eine Atemschutzausbildung verzichtet wird, sind die Ustü aber nicht für Löscharbeiten vorgesehen.
Problematisch kann jedoch sein, dass die Pioniere komplett von den Feuerwehrleuten ausgebildet werden und die Gruppenführer des Zivilschutzes zu wenig in die Ausbildung integriert werden. Und es besteht die Gefahr, dass die Pioniere an den Geräten zu stark feuerwehrlastig ausgebildet werden.
Zugführer ist ein Leutnant, welcher von Gruppenführern im Rang eins Korporals und teilweise eines Wachtmeisters unterstützt wird.

### Logistik (Log)
Unter dem Begriff Logistik versteht man die Sicherstellung des Betriebs von Standorten, das Verfügbarmachen von Versorgungsgütern, den Transportmittel und Baugeräteeinsatz, die Wartung und Bereitstellung des Materials sowie die Verpflegung.
Personal und Tätigkeiten:
Der Feldweibel ist insbesondere für die Sicherstellung des Dienstbetriebes verantwortlich. Darunter versteht man das Treffen aller notwendigen organisatorischen Regelungen und Massnahmen, damit das tägliche Leben an einem Unterkunftsstandort reibungslos funktioniert. Ein besonders fähiger Feldweibel kann auch als Chef Logistik im Zivilschutz eingesetzt werden. Weiter unterstützt der Feldweibel den Zivilschutzkommandanten in den Bereichen der Planung der Wiederholungskurse, des Einrückens und der Entlassung. Zudem übernimmt er Aufgaben in der Werterhaltung von Anlagen und Material. Der Fourier (Rechnungsführer) ist Versorgungsspezialist und primär zuständig für die Planung und Organisation der Verpflegung, die Güterbeschaffung und das Rechnungswesen. Er wird in der Regel auch als Leiter der Versorgung eingesetzt. Der Küchenchef organisiert zusammen mit dem Fourier die Verpflegung. Er ist insbesondere für die Küchenleitung sowie das fachgerechte Zubereiten der Speisen verantwortlich. Sein Anforderungsprofil umfasst meist eine zivile Ausbildung als Koch. „Hobbykoch“ reicht keinesfalls, da der Küchenchef unter Umständen die Verpflegung für viele Menschen bereitstellen muss. Der Materialwart ist zuständig für die Inventarisierung, die zweckmässige Lagerung, die Wartung und Bereitstellung des Materials und der Geräte des Zivilschutzes und er kann ein Materialdepot im Einsatzraum betreiben. Der Anlagewart tätigt Unterhaltsarbeiten nach festgelegten Vorschriften und sorgt für die Funktionstüchtigkeit und Einsatzbereitschaft der technischen Einrichtungen in der Anlage. Im Einsatz stellt er den technischen Betrieb der zugeteilten Anlage sicher und behebt allfällige Störungen.

## Dienstpflicht
Das Bundesgesetz über den Bevölkerungsschutz und den Zivilschutz (Bevölkerungs- und Zivilschutzgesetz, BZG) bestimmt den Kreis der Dienstpflichtigen, die Ausnahmen und die Dauer der Dienstpflicht.
Schutzdienstpflichtige Personen sind alle Männer mit Schweizer Bürgerrecht, die für die Schutzdienstleistung tauglich sind. (Art. 11). Die Rekrutierung erfolgt in einem gemeinsamen Verfahren mit Militär und Zivildienst.
Ausnahmen von der Schutzdienstpflicht (Art. 12):
- Militär- und Zivildienstpflichtige sind nicht schutzdienstpflichtig. (Abs. 1)
- Militärdienstpflichtige, die aus der Militärdienstpflicht ausscheiden, werden nicht schutzdienstpflichtig, sofern sie mindestens 50 Militärdiensttage geleistet haben. (Abs. 2)
- Zivildienstpflichtige, die aus der Zivildienstpflicht ausscheiden, werden nicht schutzdienstpflichtig. (Abs. 3)

Zur Dauer der Dienstpflicht hält das BZG fest (Art. 13):
- Die Schutzdienstpflicht beginnt mit dem Jahr, in dem die Pflichtigen 20 Jahre alt werden, und dauert bis zum Ende des Jahres, in dem sie 40 Jahre alt werden. (Abs. 1)
- Der Bundesrat kann die Schutzdienstpflicht: a. höchstens so weit ausdehnen, dass sie bis zum Ende des Jahres dauert, in dem die Schutzdienstpflichtigen 50 Jahre alt werden; b. höchstens so weit verkürzen, dass sie nur bis zum Ende des Jahres dauert, in dem die Schutzdienstpflichtigen 35 Jahre alt werden.

## Ränge, Pflichten und Abzeichen
Die Gradstruktur richtet sich nach der Verordnung
über den Zivilschutz (ZSV). Sie legt die Grade gemäss Funktionen wie folgt fest:

### Zivilschutz-Kommandant

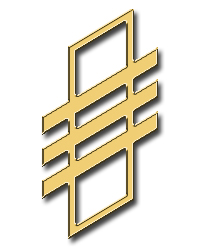
Hptm

Oberst, Oberstleutnant (Oberstlt), Major (Maj) oder Hauptmann (Hptm)
In einer ZSO bekleidet der Zivilschutzkommandant (ZS Kdt) üblicherweise den Rang eines Hauptmanns. Er ist verantwortlich für die allgemeine Führung, die Ausbildung der Angehörigen des Zivilschutzes (AdZS) und des Kaders in Weiterbildungskursen (WK), und im Ernstfall führt er die gesamte ZSO. Je nach Grösse der ZSO kann der zuständige Kanton auch einen höheren Grad als Hptm vorsehen.

### Zivilschutz-Kommandant Stellvertreter
Major, Hauptmann oder Oberleutnant

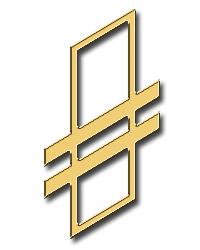
Oblt

Der stellvertretende Kommandant (welcher häufig das Amt des Chef Logistik innehat) bekleidet den Rang eines Oberleutnants (Oblt).

### Chefs eines Führungsgrundgebiets

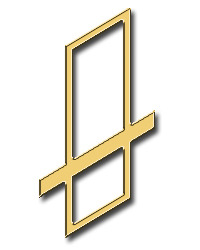
Lt

Die Chefs eines Führungsgrundgebiets gelten als Kompaniekommandanten oder Zugführer und bekleiden den Rang eines Hauptmanns (Hptm) oder Leutnants (Lt). Es gibt folgende Funktionen:
- Chef Lage
- Chef Telematik
- Chef Logistische Koordination
- Zugführer Betreuung
- Chef Kulturgüterschutz
- Zugführer Unterstützung

Leutnants können vom ZS Kdt nach Weisungen des jeweiligen Kantons zu Oberleutnants befördert werden.

### Chef Logistisches Element

Fw

Der im Logistikzug eingeteilte Chef Logistikelement bekleidet den Rang eines Feldweibels (Fw).

### Rechnungs- und Haushaltführer

Four

Für die Finanz- und Verpflegungsbelange der ZSO ist der Rechnungs- und Haushaltführer zuständig. Er bekleidet den Rang eines Fouriers (Four). Er ist im Logistikzug integriert.

### Gruppenführer

Wm

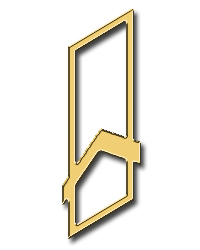
Kpl

Die Gruppenführer bekleiden den Rang eines Korporals (Kpl). Erfahrene Korporale können vom ZS Kdt zu Wachtmeistern befördert werden.
- Gruppenführer Telematik
- Gruppenführer Betreuung
- Gruppenführer Sanität
- Gruppenführer Zivilschutz-Polizei
- Gruppenführer Unterstützung
- Küchenchef
- Gruppenführer Lage

### Gefreiter (Gfr)

Gfr

Siehe Soldat.

### Soldat (ZS Sdt)
Folgende Funktionen sind im Rang eines Zivilschutzsoldaten:
Grundfunktionen:
- Stabsassistent (F Ustü)
- Betreuer (Betreu)
- Pionier (Ustü)
- Anlagewart (Log)
- Materialwart (Log)
- Koch (Log)

Spezialisten:
- Zentralist
- Polycom-Dispatcher
- Sanitäter
- Zivilschutz-Polizist
- Psychologischer Nothelfer
- KGS-Spezialist [Kulturgüterschutz]

Sie tragen in der Regel keine Abzeichen am Kragen ihrer Uniform. Zivilschutzsoldaten können vom ZS Sdt zu Gefreiten befördert werden.

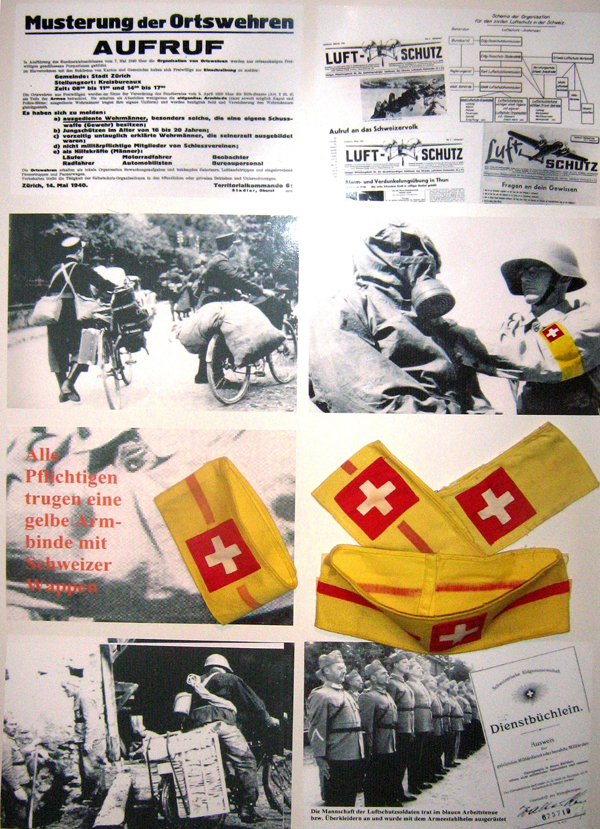
Zivilschutzmuseum Schweiz. Ortswehren – Luftschutz

## Schutzbauten
Grundsätzlich sollte jedem Einwohner ein Platz in einer Zivilschutzanlage in der Nähe des Wohnorts zur Verfügung stehen. Dies gilt nicht nur bei einem bewaffneten Konflikt, sondern auch bei Katastrophen und Notlagen. In der Schweiz gibt es rund 300.000 Personenschutzräume und 2.500 Schutzanlagen in denen über 95 Prozent der Bevölkerung untergebracht werden können.

## Zivilschutzmuseum
Das einzige Zivilschutz-Museum der Schweiz befindet sich in einem dreistöckigen Rundbunker aus dem Zweiten Weltkrieg in Zürich-Wipkingen 682167 / 249583. Das Museum zeigt neben den originalen Einrichtungen der einstigen Sanitätshilfsstelle auch die Struktur des modernen Bevölkerungsschutzes und die heutigen Arbeitsgeräte für Rettungseinsätze und technische Hilfeleistungen.